# ديتتشينو (كالوغا)
ديتتشينو (بالروسية: Детчино) هي مدينة في مقاطعة كالوغا أوبلاست في روسيا.
يبلغ عدد سكانها حوالي 4710 نسمة.